# Dacus temnopterus
Dacus temnopterus är en tvåvingeart som beskrevs av Mario Bezzi 1928. Dacus temnopterus ingår i släktet Dacus och familjen borrflugor. Inga underarter finns listade i Catalogue of Life.